# III Proletariat

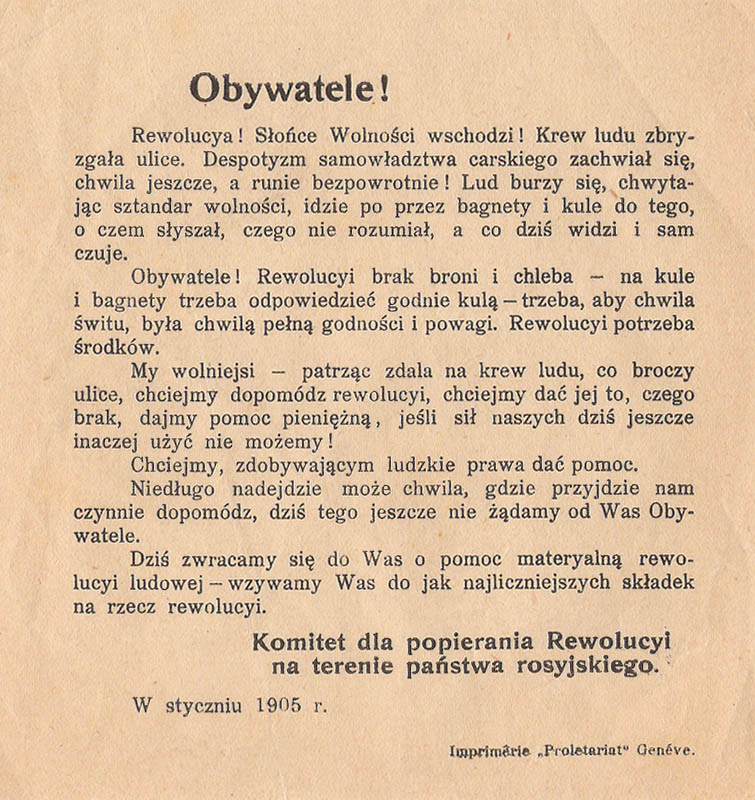
Ulotka III Proletariatu wydana podczas Rewolucji 1905 roku

III Proletariat, właśc. Polska Partia Socjalistyczna „Proletariat” – partia robotnicza utworzona w maju 1900 r. w drodze wystąpienia z PPS sekcji lwowskiej.
Jej założycielem byli dawni członkowie Polskiej Partii Socjalistycznej. Przywódcą i głównym ideologiem był Ludwik Kulczycki, inni to: Bolesław Drobner, Roman Trocki, Wacław Klimowicz, Kazimierz Jeziorowski i Aleksander Borowiński, który to swoje członkostwo uzasadniał później koniecznością przeciwstawienia się zarówno tendencjom nacjonalistycznym w PPS, jak i niedocenianiu kwestii narodowej przez SDKPiL. PPS „Proletariat” forsował terror jako najskuteczniejszy oręż do walki z caratem, głosił program autonomiczny dla Królestwa Polskiego i przekształcenia Rosji w federację o charakterze konstytucyjnym. Niepodległość Polski uzależniali od dogodnej sytuacji międzynarodowej. Chcieli być trzecią siłą (obok PPS i SDKPiL). Współpracowali z Bundem i głosili konieczność współdziałania z rosyjskim ruchem robotniczym. III „Proletariat” był partia słabą, większym poparciem ciesząc się jedynie w Warszawie i początkowo w Łodzi. Na przełomie 1905/1906 roku odbył się jedyny zjazd partii. III „Proletariat” ogłosił dwa programy (1902 i 1906 r.), ponadto wydał szereg broszur popularyzujących socjalizm i własną ideologię. Głównymi organami prasowymi były „Proletariat”, „Do Boju” i „Proletariusz”. Żywszą działalność udało rozwinąć się w okresie rewolucji 1905 roku. W latach 1905–1906 partia liczyła około 10 tysięcy członków. W lecie 1905 roku utworzono Wydział Bojowy, w który zaangażowany było około 200 osób, ale już w styczniu 1904 roku miał miejsce pierwszy zamach członka partii Bolesława Kiełczewskiego na barona Siemiona Nikołajewicza Korfa, gubernatora łomżyńskiego i warszawskiego. Wydział Bojowy działał głównie w obronie struktur partyjnych, ale przeprowadzał też ekspropriacje i zamachy terrorystyczne, m.in. na dyrektora Kolei Nadwiślańskich, W. P. Iwanowa czy prezesa Sądu Wojskowego, generała Szwejkowskiego. Po odpływie fali rewolucyjnej i serii aresztowań, bojówkę rozwiązano w 1907 roku. Po zrywie lat 1905–1907 III Proletariat faktycznie zanika, formalnie istniejąc do 1909 roku.